# Italo Montemezzi

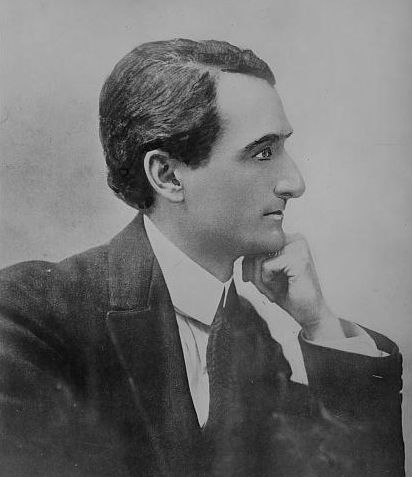
Italo Montemezzi

Italo Montemezzi (* 4. August 1875 in Vigasio; † 15. Mai 1952 ebenda) war ein italienischer Komponist der Spätromantik.

## Leben
Montemezzi studierte am Mailänder Konservatorium und unterrichtete dort anschließend Harmonielehre.
Er war vornehmlich in Mailand tätig, wo er seine Werke teilweise am Teatro alla Scala uraufführen konnte. Er wurde vor allem als Komponist von Opern bekannt, deren musikalischer Stil von Richard Wagner und dem italienischen Verismo beeinflusst  ist. 
Seine wohl bekannteste Oper ist L’amore dei tre re nach einem Libretto von Sem Benelli. Die 1913 an der Scala uraufgeführte Oper gehörte zwar nie zum Standardrepertoire der Opernhäuser, wurde aber immer wieder von großen Sängern wie Ezio Pinza, Cesare Siepi, Lucrezia Bori, Grace Moore, Rosa Ponselle oder Anna Moffo gesungen. Im deutschen Sprachraum war die Oper zuletzt bei den Bregenzer Festspielen 1998 auf der Bühne zu sehen.

## Werke

### Opern
- Bianca, 1901
- Giovanni Gallurese, 1905
- Hellera, 1909
- L’amore dei tre re, 1913
- La nave, 1918
- La notte di Zoraima, 1931
- L’incantesimo, 1943

### Weitere Werke
- Cantico dei Cantici, (Kantate), 1900
- Paolo et Virginia, (Symphonische Dichtung), 1929
- Italia Mia, (Symphonische Dichtung), 1944